# Fond-de-Gras
Fond-de-Gras, a Gras − mała miejscowość (lieu-dit) w południowym Luksemburgu, w kantonie Esch-sur-Alzette, część jej leży w gminie Differdange, a pozostała jej część w gminie Pétange. Do 3 października 2015 gmina leżała w dystrykcie Luksemburg.